# Sergej Arťuchin
Sergej Arťuchin (* 1. listopadu 1976 – 12. září 2012 Moskva, Sovětský svaz) byl ruský zápasník klasik, který jedno olympijské období od roku 2005 reprezentoval Bělorusko. Bratr Jevgenij Arťuchin je mezinárodně známý hokejista.

## Sportovní kariéra
Zápasil od útlého dětství. Otec Jevgenij Arťuchin reprezentoval Sovětský svaz v klasickém stylu zápasení. V ruské seniorské reprezentaci se po odchodu Alexandra Karelina v roce 2000 neprosazoval. Po olympijských hrách v Athénách v roce 2004 kývnul na nabídku startu za Bělorusko. V roce 2008 se kvalifikoval na olympijské hry v Pekingu a neprošel přes úvodní kolo. V roce 2012 zemřel nečekaně v 35 letech na zástavu srdce.

## Výsledky
| Turnaj             | 2005            | 2006            | 2007            | 2008            |
| Turnaj             | 29              | 30              | 31              | 32              |
| Turnaj             | supertěžká váha | supertěžká váha | supertěžká váha | supertěžká váha |
| ------------------ | --------------- | --------------- | --------------- | --------------- |
| Olympijské hry     |                 |                 |                 | úč.             |
| Mistrovství světa  | 3.              | 3.              | —               |                 |
| Mistrovství Evropy | 1.              | 5.              | úč.             | —               |